# Émile Guerry
Émile Maurice Guerry (ur. 28 września 1891 w Grenoble, zm. 11 marca 1969 w Cambrai) – francuski duchowny katolicki, arcybiskup koadiutor Cambrai w latach 1940–1952, a następnie do 1966 arcybiskup Cambrai; biskup tytularny Achridy i Octavy, od 1945 sekretarz Zgromadzenia Kardynałów i Arcybiskupów Francji, przedstawiciel francuskiego katolicyzmu społecznego, autor książek o katolickiej nauce społecznej, historii najnowszej Kościoła i życiu duchowym.

## Życie
Émile Guerry urodził się w 1891 roku w Grenoble. Po ukończeniu prawa na Externat Notre-Dame de Grenoble został adwokatem. W 1911 roku był przewodniczącym diecezjalnego oddziału Association Catholique de la Jeunesse Française, założonej przez Adriena de Mun antydemoliberalnej i antysocjalistycznej organizacji na rzecz realizacji katolickiej nauki społecznej. Rok później, pod wpływem książki Droga pielgrzyma duńskiego pisarza i konwertyty na katolicyzm Johannesa Jørgensena, przeżył głębokie nawrócenie i przyjął powołanie duchowne. Niezwłocznie wstąpił do słynącego z wysokiego poziomu Seminarium św. Sulpicjusza w Issy-les-Moulineaux. Umocnił go w tym ks. Jean-Marie Desgranges (1874–1958), działacz francuskiego katolicyzmu społecznego i późniejszy parlamentarzysta .
Podczas I wojny światowej Émile Guerry walczył na froncie zachodnim, m.in. pod Verdun i został trzykrotnie odznaczony. W 1919 roku wznowił naukę w Wyższym Seminarium Duchownym w Grenoble. Specjalizował się w naukach społecznych, w 1921 roku uzyskał doktorat z prawa. W 1922 roku został wysłany do Papieskiego Seminarium Francuskiego w Rzymie, aby ukończyć studia teologiczne z doktoratem na Gregorianum, uzyskanym w 1925 roku. Sakrament święceń przyjął w 1923 roku. Udzielił go, tak jak i późniejszej sakry, biskup Alexandre Caillot .
W 1925 roku został wikariuszem–administratorem parafii św. Wawrzyńca w Grenoble, w której założył szkołę. W 1927 roku został rektorem seminarium w Grenoble, gdzie wykładał teologię fundamentalną, dogmatyczną i moralną. W latach 1932–40 służył jako wikariusz generalny diecezji Grenoble i dyrektor jej dzieł społecznych. Od razu założył diecezjalne oddziały Jeunesse Ouvrière Chrétienne i Jeunesse Agricole Catholique, organizacji społecznych powiązanych z Association Catholique de la Jeunesse Française. Nauczał księży, że „uczestnictwo w nich jest jednym z najważniejszych zadań ich posługi” . Od początku swojej posługi działał w Akcji Katolickiej, dla której w 1926 roku napisał podręcznik Code de l'Action Catholique, tłumaczony na różne języki, w tym polski.
W 1940 roku został mianowany arcybiskupem tytularnym Ochrydy i koadiutorem archidiecezji Cambrai, której był następnie metropolitą w latach 1952–1966 . Od 1945 roku pełnił funkcję sekretarza Zgromadzenia Kardynałów i Arcybiskupów Francji oraz przewodniczącego Komisji Biskupiej dla Świata Pracy. Opracował m.in. raport o misji ewangelizacyjnej duchowieństwa diecezjalnego .
W dalszym ciągu współpracował z katolickimi organizacjami społecznymi, głównie z Action Catholique Ouvrière i Jeunesse Ouvrière Chrétienne . W kontaktach osobistych był bardzo serdeczny i bezpośredni, jasno i otwarcie wyrażał swoje poglądy. W 1947 roku został jednym ze współzałożycieli zgromadzenia L’Institut des Petites Soeurs des Maternités Catholiques. Był członkiem Komisji Przygotowawczej do Soboru Watykańskiego II, która opracowała schematy dokumentów, odrzucone po jego rozpoczęciu. Na soborze pracował w Komisji ds. biskupów i diecezji oraz przy tworzeniu Konstytucji duszpasterskiej o Kościele w świecie współczesnym . Po przejściu na emeryturę był arcybiskupem tytularnym Octavy. Zmarł w 1969 roku .

## Twórczość
Émile Guerry jest autorem 21 książek na różne tematy: o katolickiej nauce społecznej, m.in. La doctrine sociale de l'Église, tłumaczona na język angielski, hiszpański, włoski, portugalski i arabski (łącznie ok. 70 wydań w latach 1957–1964); o dziejach Kościoła we Francji w czasie okupacji niemieckiej, m.in. L’Église catholique en France sous l’occupation, nagrodzona w 1948 roku przez Akademię Francuską (kolejną nagrodę AF otrzymał w 1955 roku za książkę o zadaniach biskupa L'évêque); o aktualnej roli Kościoła w świecie, m.in. Église catholique et communisme athée; pourquoi l’Église oppose-t-elle un refus formel à la doctrine antireligieuse du communisme soviétique?, tłumaczona na hiszpański, włoski i portugalski; o życiu duchowym, m.in. Dans le Christ total, tłumaczona na angielski, hiszpański, włoski i portugalski (łącznie 38 wydań w latach 1952–1992).
Szczególną popularność zyskała jego książka Vers le Père (Do Ojca) zainspirowana objawieniami Boga Ojca, przekazanymi w 1932 roku przez siostrę Eugenię Ravasio. Émile Guerry był członkiem badającej je komisji diecezjalnej, która w 1934 roku wydała pozytywną opinię i długoletnim kierownikiem duchowym siostry Eugenii Ravasio do roku 1947, gdy niechętna mu Kongregacja Świętego Oficjum zakazała jej kontaktów z nim oraz rozpowszechniania orędzi.
Książka Do Ojca w latach 1936–1962 miała 16 wydań francuskich i przekłady na angielski (9 wydań w latach 1947–1966), niemiecki, hiszpański, włoski i polski. Stanowi ona teologiczne pogłębienie i rozwinięcie treści objawień, ściśle na podstawie Pisma Świętego oraz przedstawia duchowość chrześcijańską opartą na synostwie Bożym, prowadzącą do zjednoczenia z Bogiem Ojcem.